# Aranžer
Aranžer (prireditelj glasbe) v glasbenem kontekstu označuje osebo (glasbenika), ki obstoječo glasbeno kompozicijo s komponističnimi postopki spremeni na več možnih načinov:
- orkestracija - priredba solistične ali komorne skladbe za (simfonični) orkester
- harmonizacija - dodajanje harmonije enoglasnemu napevu ali pa spreminjanje že obstoječe
- tonska odtujitev (Verfremdung) - postopek spreminjanja danih melodičnih in harmonskih značilnosti skladbe, s katerim »zakrijemo« njeno prepoznavnost
- stilno aranžiranje - stilna sprememba skladbe ali napeva (npr. jazzovske priredbe ljudskih pesmi, itd.)

...